# Chaptalia
Chaptalia là một chi thực vật có hoa trong họ Cúc (Asteraceae).

## Loài
Chi Chaptalia gồm các loài: